# Kupellonura formosa
Kupellonura formosa är en kräftdjursart som först beskrevs av Menzies och Dirk Frankenberg 1966.  Kupellonura formosa ingår i släktet Kupellonura och familjen Hyssuridae.
Artens utbredningsområde är Mexikanska golfen. Inga underarter finns listade i Catalogue of Life.